# Леонцин (гмина)
Леонцин (пол. Leoncin) — сельская гмина (волость) в Польше, входит как административная единица в Новодвурский повет (Мазовецкое воеводство), Мазовецкое воеводство. Население — 5082 человека (на 2004 год).

## Демография
| Перепись                       | Всего   | Всего | Женщины | Женщины | Мужчины | Мужчины |
| ------------------------------ | ------- | ----- | ------- | ------- | ------- | ------- |
| Единицы                        | человек | %     | человек | %       | человек | %       |
| Население                      | 5082    | 100   | 2561    | 50,4    | 2521    | 49,6    |
| Плотность населения (чел./км²) | 32      | 32    | 16,1    | 16,1    | 15,9    | 15,9    |

## Сельские округа
1. Гад
2. Гневневице-Фольварчне
3. Гурки
4. Леонцин
5. Нова-Домброва
6. Нова-Мала-Весь
7. Нове-Грохале
8. Нове-Полесе
9. Новы-Сецымин
10. Новы-Вилькув
11. Осники
12. Рыбитев
13. Сецымин-Польски
14. Станиславув
15. Стара-Домброва
16. Старе-Полесе
17. Вилькув-над-Вислон
18. Вилькув-Польски

## Поселения
1. Цисове
2. Глуск
3. Крубичев
4. Мала-Весь-пши-Дродзе
5. Михалув
6. Нове-Буды
7. Нове-Гневневице
8. Новины
9. Сецыминек
10. Старе-Гневневице
11. Старе-Грохале
12. Теофиле
13. Винцентувек
14. Замость

## Соседние гмины
1. Гмина Брохув
2. Гмина Червиньск-над-Вислой
3. Гмина Чоснув
4. Гмина Кампинос
5. Гмина Лешно
6. Гмина Закрочим